# Gare de Tressin
La gare de Tressin est une gare ferroviaire française de la ligne de Somain à Halluin, située sur le territoire de la commune de Tressin, dans le département du Nord en région Hauts-de-France. 
C'est une halte voyageurs de la Société nationale des chemins de fer français (SNCF), desservie par des trains TER Nord-Pas-de-Calais.

## Situation ferroviaire
Établie à 31 mètres d'altitude, la gare de Tressin est située au point kilométrique (PK) 262,1 de la ligne de Somain à Halluin, entre les gares d'Anstaing et d'Ascq.

## Service des voyageurs

### Accueil
Halte SNCF, c'est un point d'arrêt non géré (PANG) à entrée libre. 

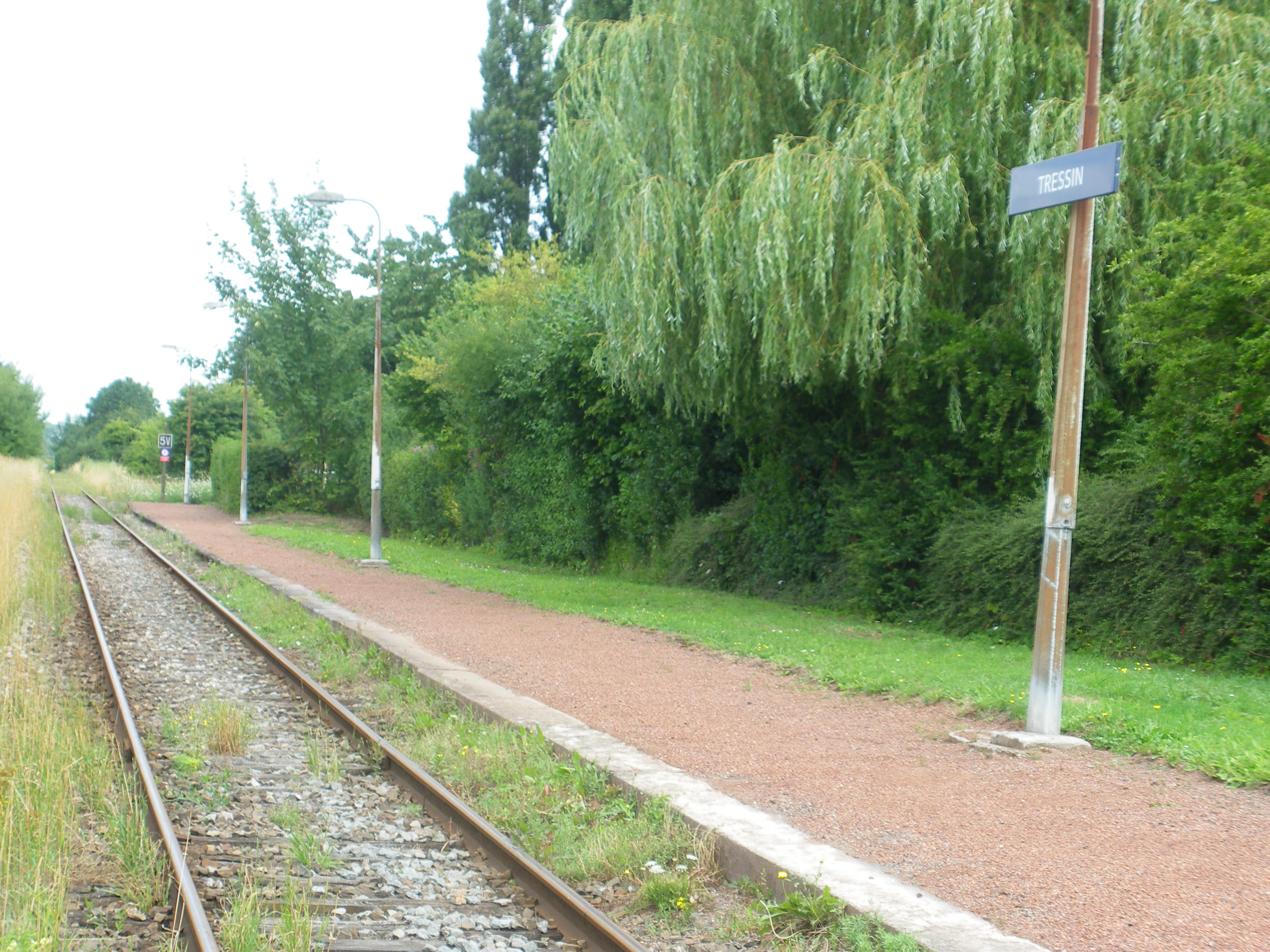
Le quai de la halte.

### Desserte
Tressin est desservie par des trains TER Nord-Pas-de-Calais qui effectuent des missions entre les gares d'Orchies et d'Ascq ou de Lille-Flandres.
Cependant, cette exploitation a cessé en 2015, et devait reprendre en 2018 après des travaux de régénération de la voie ferrée.

### Intermodalité
Le stationnement des véhicules est possible à proximité. À une centaine de mètres on trouve l'arrêt PN de Tressin desservi par des bus du réseau Ilévia (lignes : 66, 72, et 73).